# DarXabre
DarXabre was een Nederlandse computerspelontwikkelaar, onder leiding van Jason Garber. Het bedrijf werd in 2001 opgericht en had een verkoopkantoor in Amsterdam en een ontwikkelingsstudio in Berlijn. Het bedrijf kreeg wereldwijde bekendheid dankzij het in 2001 uitgebrachte controversiële computerspel Hooligans: Storm Over Europe, een strategiespel met als doel de bekendste groep hooligans van Europa te worden. Ondanks de controverse, de daarmee gepaarde media-aandacht en een bestseller-status in Nederland en België, werd het spel wereldwijd geen heel groot succes. Het lukte DarXarbre met Hooligans: Storm Over Europe niet om een grote uitgeverij als partner te vinden.
In 2011 maakte DarXabre – nog altijd onder leiding van Garber – een korte maar weinig succesvolle comeback als ontwikkelaar van apps voor iPhone en iPad. Het bracht in 2011 twee app-computerspellen voor iOS uit: Banana Banzai (een kleurrijk platformspel) en Das Haus Anubis – Die Rache der Spinx (gebaseerd op de kinderserie Das Haus Anubis en ontwikkeld voor MTV Networks Germany).